# Шехзаде Мехмед (сын Ахмеда I)
Шехзаде́ Мехме́д (8 марта 1605, Стамбул — 12 января 1621) — старший сын Ахмеда Ι от Кёсем-султан.

## Биография
Шехзаде Мехмед родился в 1605 году и был первым сыном султана Ахмеда и Кёсем Султан. После смерти Ахмеда I, Он был вторым сыном султана Ахмеда I. В январе 1609 года Мехмед начал свое образование под опекой Хаджи Омера-эфенди вместе со своим старшим братом шехзаде Османом. В 1617 году на трон должен был взойти единокровный брат Мехмеда, Осман II, а самого шехзаде, как и его братьев ждала незавидная участь — всех их должны были казнить по закону Фатиха. Однако несколькими годами ранее Ахмед I сохранил жизнь брату Мустафе уже после рождения собственных сыновей. Историки считают, что Ахмед I посчитал брата неспособным угрожать его правлению в виду явной психической болезни. Ещё одной из причин отступления Ахмеда от правил явилось влияние матери Мехмеда Кёсем, которая, опасаясь за жизнь сыновей, не желала после смерти султана видеть на троне шехзаде Османа, матерью которого была другая наложница. В итоге, после смерти отца Мехмеда на троне оказался его слабоумный дядя. 
Правление бездетного Мустафы было недолгим: в 1618 году произошёл переворот и на троне оказался Осман II. На третьем году своего правления Осман был вынужден объявить войну Польше и, чтобы предотвратить захват власти шестнадцатилетним Мехмедом в своё отсутствие, приказал казнить брата. Мехмед был похоронен в Голубой мечети рядом с отцом.

## В культуре
В турецком сериале «Великолепный век: Кёсем Султан» роль взрослого шехзаде Мехмеда исполнил Бурак Дакак.